# ママまっしぐら!
『ママまっしぐら!』は、TBS系列の「愛の劇場」枠で放送された昼ドラマ。パート3まで製作された。

## 概要
元レディース「美威愚怒（びいぐっど）」ヘッドであったヤンママ・尾崎彩華が、夫・太陽や長男・紫陽（しょう）、更に尾崎一家が住む社宅の住民らをも巻き込んで騒動を引き起こすホームコメディ。パート3では長女・愛華が誕生した。
原案は、ビジネスジャンプに掲載された富田安紀良原作の「ほっといてよ!ママ」（集英社ヤングジャンプBJ）。ドラマ化にあたり、以下の点が原作の設定と異なっている。
- 夫・太陽は原作では海外に単身赴任していることになっているため、殆ど登場しない。
- 長男・紫陽や級友・江木倫子らは原作では7歳だったが、ドラマ（パート1）では9歳の設定。
- 長女・愛華はドラマのみ登場。

## パート1

### 放送期間
- 2000年6月12日 - 7月21日（全30回）

### キャスト
- 尾崎彩華 - 芳本美代子
- 尾崎太陽 - 石橋保
- 尾崎紫陽 - 栩原楽人
- 江木正一 - 徳井優
- 江木雅子 - 大島蓉子
- 石橋みゆき - 網浜直子
- 渡辺一途 - 筒井康隆

### 主題歌
- 「もう、ひとりじゃない」

作詞：夏海裕子/作曲：大野克夫/編曲：宮崎慎二/歌：ハヤト（テイチクエンタテインメント）

### スタッフ
- 技術：㈱東通

## パート2

### 放送期間
- 2001年12月3日 - 2002年1月25日（全35回）

### キャスト
- 尾崎彩華 - 芳本美代子
- 尾崎太陽 - 石橋保
- 尾崎紫陽 - 栩原楽人
- 江木正一 - 徳井優
- 江木雅子 - 大島蓉子
- 江木倫子 - 石渡明日香
- 相沢光男 -  西田健
- 相沢涼子 - 八重沢真美
- 石橋みゆき - 網浜直子
- 渡辺一途 - 筒井康隆
- 黒柳加代 - 円城寺あや

### 製作
- TBS、ホリプロ

### スタッフ
- 脚本 - 渡辺典子[1]
- 音楽 - 手塚理
- プロデューサー - 川島永次
- 演出 - 樹木まさひこ

### 主題歌
- 「理由」

作詞・作曲：MAMIYO/編曲：Yellow Tune Oroject/歌：MAMIYO（ワーナーミュージック・ジャパン）

## パート3

### 放送期間
- 2002年11月4日 - 12月27日（全40回）

### キャスト
- 尾崎彩華 - 芳本美代子
- 尾崎太陽 - 石橋保
- 尾崎紫陽 - 栩原楽人
- 尾崎愛華 - 小林亜美（ナレーション - 町井美紀）
- 尾崎大海 - 黒部進
- 尾崎妙子 - 大森暁美
- 江木正一 - 徳井優
- 江木雅子 - 大島蓉子
- 江木倫子 - 森川みゆき
- 石橋みゆき - 網浜直子
- 石橋隼人 - 松永博史
- 岸和田智 - あいはら友子
- 岸和田安夫 - 浪花勇二
- 岸和田亜美 - 小浦彩里
- 梶本浩一 - 吉満涼太
- 多田知香 - 鷹城佳世
- 石井優子 - 清瀬真理
- 東専務 - 出光元
- 田口 - 俵木藤汰
- 沢村美香 - 向野澪
- 健太郎 - 小田翔吾
- 洋平 - 野島愛輝

### 製作
- ホリプロ、TBS

### スタッフ
- 脚本 - 渡辺典子
- 音楽 - 手塚理
- プロデューサー - 川島永次、伊藤正昭
- 演出 - 樹木まさひこ、川島永次

### 主題歌
- 「あなただから」

作詞：Nyle/作曲：Nyle・大庭雅樹/編曲：小西貴雄/歌：Nyle（zetima）